# یگاو
یگاو (به آلمانی: Jeggau) یک منطقهٔ مسکونی در آلمان است که در گراده‌لگن واقع شده‌است. یگاو  ۲۲۹ نفر جمعیت دارد.